# Observatorij Kokino
Kokino (makedonsko Кокино) je bronastodobno arheološko najdišče v Republiki Severni Makedoniji, približno 30 km od mesta Kumanovo in približno 6 km od meje s Srbijo, v občini Staro Nagoričane. Je med približno 1010 in 1030 m nadmorske višine na vrhu Tatićev kamen (Татиќев камен) in pokriva območje približno 90 krat 50 metrov, s pogledom na istoimenski zaselek Kokino.
Leta 2001 ga je odkril arheolog Jovica Stankovski, direktor nacionalnega muzeja v Kumanovu. Leta 2002 je Stankovski skupaj z Gorjem Cenevom (ki je vodja planetarija v Mladinskem kulturnem centru v Skopju) objavil trditev, da mesto vsebuje »megalitski observatorij in sveto mesto« (мегалитска опсерваторија и светилище).
Širše arheološko najdišče Kokino obsega okoli 30 hektarjev. Najstarejše arheološke najdbe segajo približno v 19. stoletje pred našim štetjem, kar ustreza zgodnji evropski bronasti dobi. Kaže znake poselitve v obdobju od 19. do 7. stoletja pred našim štetjem. Najštevilčnejše so najdbe iz srednje bronaste dobe (okoli 16. do 14. st. pr. n. št.) (predvsem keramične posode, mlini na kamen, nekaj kalupov in obesek). Leta 2009 so odkrili aglomeracijo iz železne dobe. Ostanki posod, napolnjenih z darili, so bili odloženi v razpokah v skalah, zaradi česar so najdišče interpretirali kot »sveto goro«.
Od širšega arheološkega najdišča Kokino je treba ločiti »megalitski observatorij« Kokino. Zahtevano arheoastronomsko najdišče ima skupno površino približno 5000 kvadratnih metrov in je sestavljeno iz dveh ploščadi z višinsko razliko 19 metrov. Trditev, da najdišče predstavlja astronomski observatorij, sta podala Stankovski in Gjore Cenev leta 2002. Po tej razlagi najdišče vključuje posebne kamnite oznake, ki se uporabljajo za sledenje gibanja Sonca in Lune na vzhodnem obzorju. Observatorij je uporabljal metodo stacionarnega opazovanja, pri čemer je označeval lego Sonca ob zimskem in poletnem solsticiju ter enakonočje. Na spodnji ploščadi so v vrsti postavljeni štirje kamniti sedeži ali »prestoli«. Po Cenevu kamniti blok z oznako na zgornji ploščadi označuje smer sončnega vzhoda na poletni solsticij, gledano z enega od sedežev. Kokino je bilo na kratko omenjeno na plakatu, ki ga je leta 2005 izdelal Nasin Izobraževalni forum za povezavo Sonce-Zemlja, čeprav je bilo v nedavni raziskavi starodavnih observatorijev mesto Kokino opisano kot »še posebej problematičen primer«.
Urad za varstvo kulturne dediščine makedonskega ministrstva za kulturo je 13. novembra 2008 razglasil lokacijo za lastnino pod začasno zaščito (odločba št. 08-1935/6). Leta 2009 je ministrica za kulturo Elizabeta Kančeska-Milevska Kokino razglasila za »eno od prednostnih nalog programa Ministrstva za kulturo za leto 2009«. Leta 2009 je tudi Republika Makedonija predlagala, da se mesto vpiše na Unescov seznam svetovne dediščine. Po uradni nominaciji leta 2011 za vključitev na Seznam svetovne dediščine je bila nominacijska dokumentacija mesta Kokino zavrnjena, ker bi število možnih opazovalnih točk in oznak lahko naključno kazalo na astronomsko poravnavo.